# Thành phố

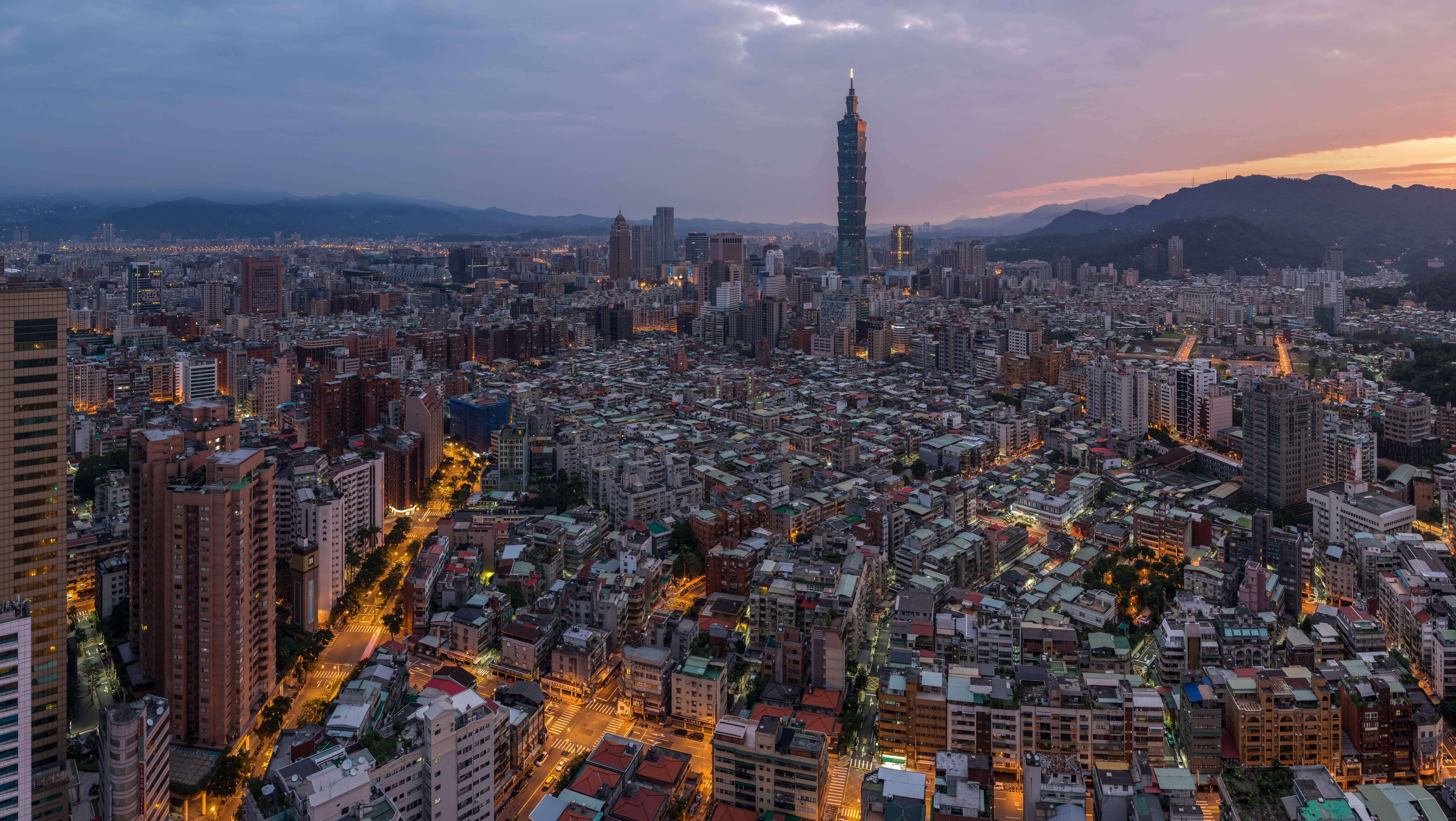
Thành phố Đài Bắc, Đài Loan

Thành phố Tokyo, Nhật Bản

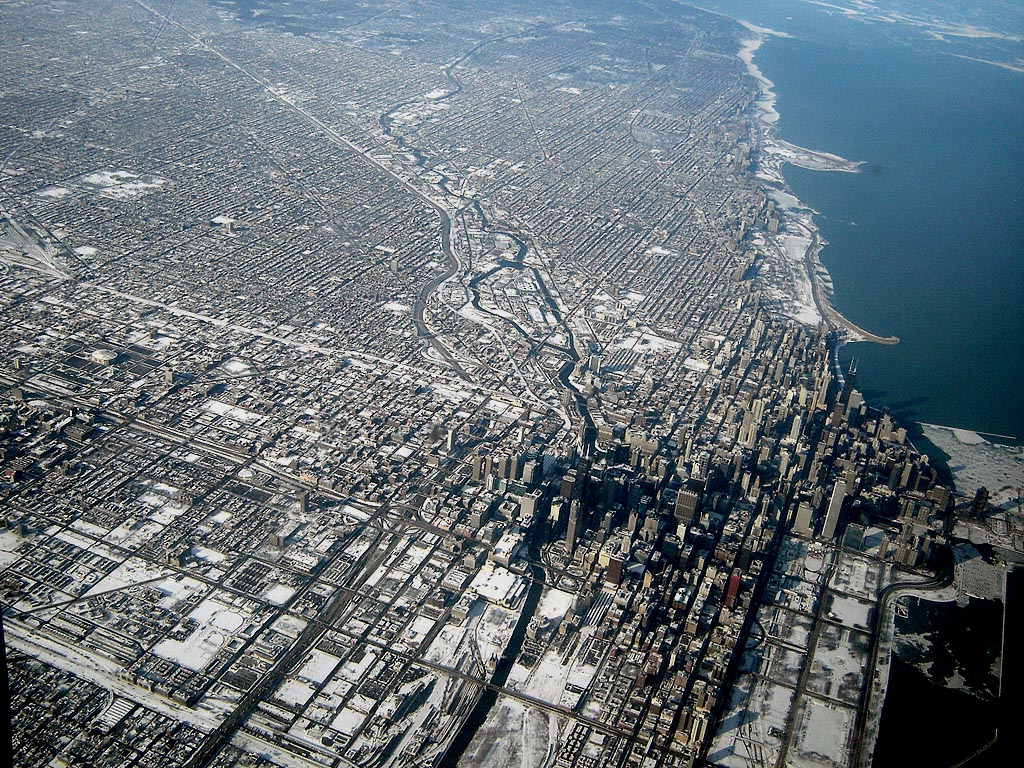
Thành phố Chicago, Hoa Kỳ

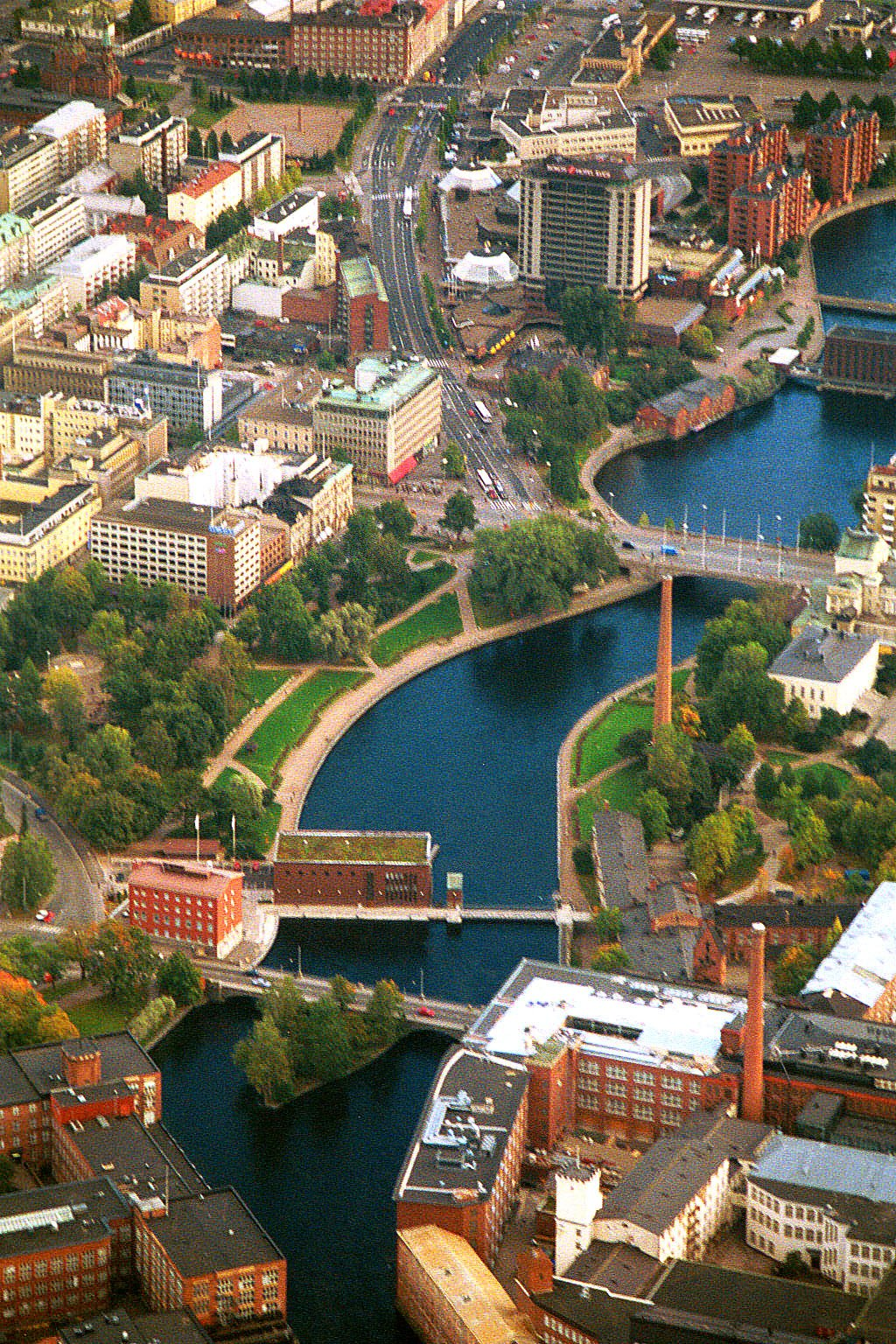
Thành phố Tampere, Phần Lan

Thành phố hay Thành thị chủ yếu được dùng để chỉ một khu định cư đô thị có dân số lớn. Mặc dù không có thỏa thuận hay giới hạn nào về cách phân biệt một thành phố với một thị trấn trong phạm vi ý nghĩa ngôn ngữ, nhiều thành phố đều có một cơ chế hành chính, pháp lý và vị thế lịch sử cụ thể dựa trên luật pháp địa phương.
Thường thì thành phố có những khu nhà ở, khu công nghiệp, và khu thương mại cùng với những trách nhiệm quản lý có thể có liên quan đến một vùng rộng hơn. Phần nhiều diện tích của một thành phố là nhà ở dựa vào cơ sở hạ tầng như là đường sá và hệ thống giao thông công cộng. Mật độ phát triển rất nhiều tạo điều kiện cho sự tương tác giữa con người và các doanh nghiệp, mang lại lợi ích cho cả hai bên trong quá trình này, nhưng nó cũng trình bày những thách thức trong việc quản lý phát triển đô thị. Một thành phố lớn thường có liên quan đến các vùng ngoại ô và đi lại giữa các vùng này. Thành phố như vậy thường liên quan đến các vùng đô thị và các khu vực nội ô, tạo ra nhiều dịch vụ kinh doanh trong việc đi lại giữa các vùng này để làm việc. Khi một thành phố mở rộng đủ xa để đến một thành phố khác, khu vực này có thể được coi là một siêu đô thị.
Về dân số, thành phố lớn nhất thế giới là Tokyo, trong khi thành phố phát triển nhanh nhất là Dubai.

## Việt Nam

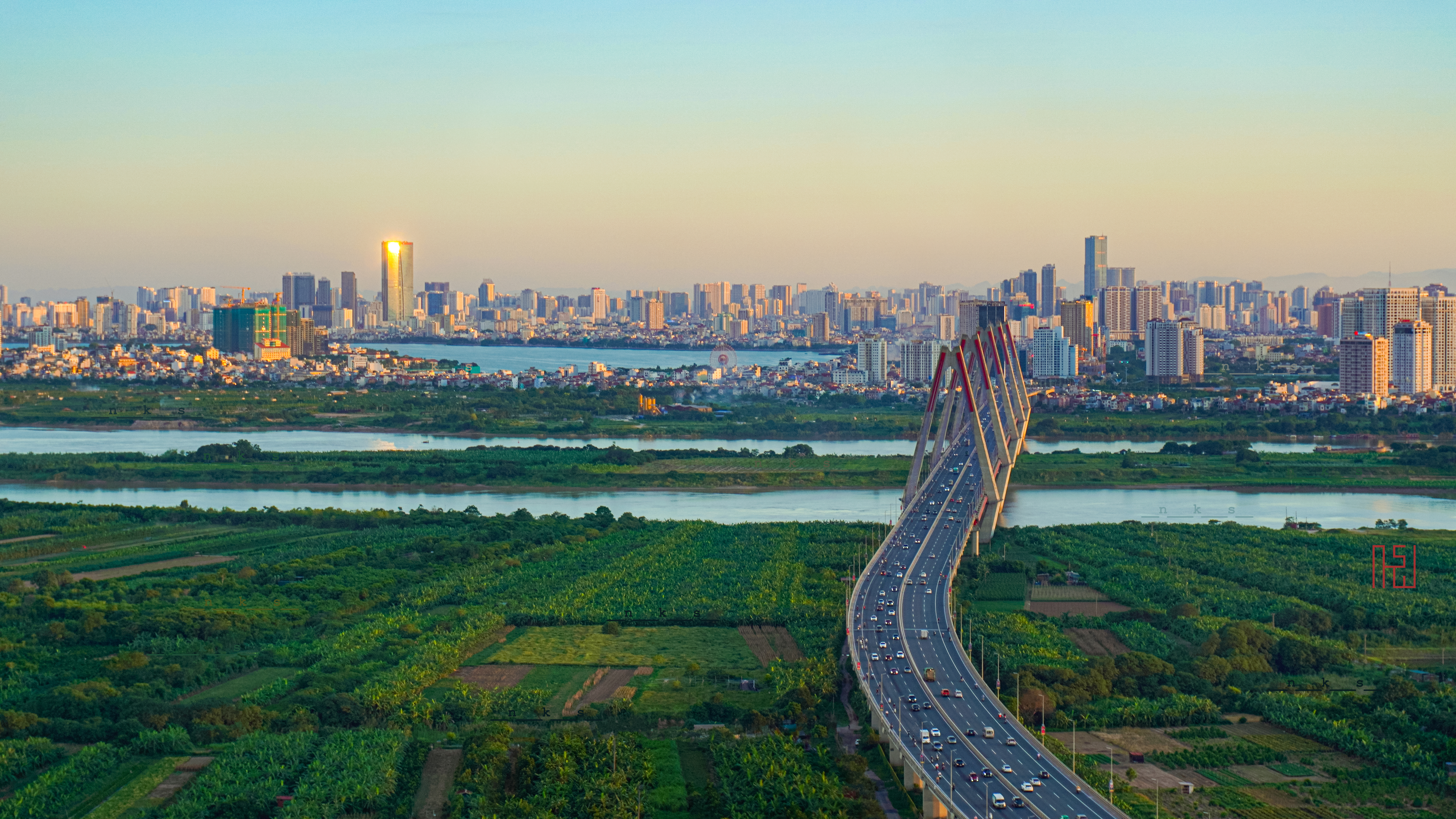
Đường chân trời Hà Nội